# Stagmomantis theophila
Stagmomantis theophila es una especie de mantis de la familia Mantidae.

## Distribución geográfica
Se encuentra en Costa Rica, Ecuador, Colombia,  Nicaragua y Panamá.